# Arruazu
Arruazu település Spanyolországban, Navarra autonóm közösségben. Arruazu Lakuntza és Uharte-Arakil községekkel határos. Lakosainak száma 122 fő (2024).

## Népesség
A település népessége az elmúlt években az alábbi módon változott:
| Lakosok száma | 104  | 104  | 104  | 119  | 114  | 111  | 101  | 110  | 106  | 122  |
|               | 2001 | 2004 | 2007 | 2009 | 2012 | 2014 | 2017 | 2019 | 2022 | 2024 |